# TGFBI
TGFBI (англ. Transforming growth factor, beta-induced, 68kDa) — белок человека. Экспрессия TGFBI индуцируется фактором роста TGF-beta. Альтернативное название кератоэпителин свидетельствует об узко выраженной картине экспрессии белка в тканях глаза: он производится клетками эпителия роговицы и стромальными кератоцитами. Ген был впервые описан в 1997 году, изначально получив название BIGH3 (Beta IG H3).
Кератоэпителин образует фибриллы и взаимодействует с коллагеном I, ламинином, фибронектином. Эти его свойства могут обусловливать роль белка в образовании амилоидных отложений при дистрофиях роговицы. Также кератоэпителин играет роль в адгезии и миграции дермальных фибробластов.

## Локализация
По данным исследований на мышах, в период развития TGFBI экспрессируется тканями мезенхимального ряда: растущими костями, хрящем, перибронхиолярными структурами и т. п. Также он обнаруживается в развивающемся сердце, бета-клетках поджелудочной железы, пальцах.

## Клиническое значение

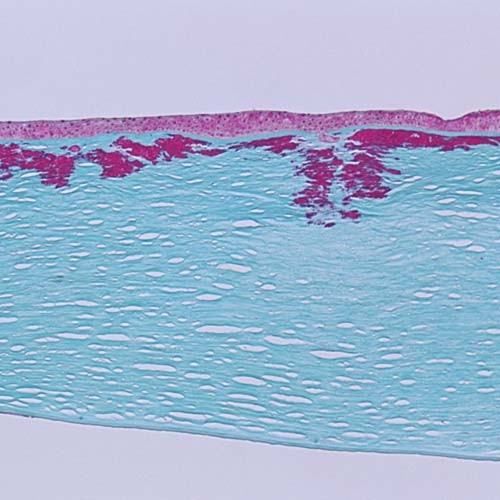
Дистрофия Рейса-Бюклерса. Отложения мутировавшей формы TGFBI в верхнем слое стромы. Из обзора Klintworth, 2009.

Несколько редких форм дистрофии роговицы были ассоциированы с генетической областью, в которой находится ген TGFBI. При открытии гена в 1997 году Munier et al. отметили миссенсные мутации у пациентов с четырьмя формами заболевания:
- Гранулярная дистрофия роговицы, Groenouw тип 1 (англ. Granular dystrophy Groenouw type I, CDGG1; OMIM 121900) — обзор по мутациям в Kannabiran et al., 2006[4]

- Дистрофия роговицы Тиела и Бенке (англ. Thiel-Behnke corneal dystrophy, CDTB; OMIM 602082)
- Решётчатая дистрофия роговицы, тип 1 (англ. Lattice corneal dystrophy type I, CDL1; OMIM 122200) — обзор по мутациям в Kannariban et al., 2006.[4]
- Дистрофия роговицы Авеллино (англ. Avellino corneal dystrophy, CDA; OMIM 607541)

Два года спустя, Korvatska et al. описали специфические рекуррентные мутации гена для каждого из четырех типов дистрофии.
У пациентов с дистрофией базальной мембраны роговичного эпителия в одном исследовании отмечено две точечные мутации гена. Авторы также провели скрининг, на основании которого сделали вывод, что до 10 % случаев этой формы дистрофии могут быть связаны с геном TFGBI.
Редко встречающаяся дистрофия Боуменовой мембраны (дистрофия Рейс-Бюклерса), по данным исследований, в некоторых случаях также связана с мутациями гена TGFBI.
По данным одного исследования, экспрессия TGFBI повышена в роговице при буллёзной кератопатии.